# Lijst van nummer 1-albums in de Nederlandse Album Top 100 in 1980
Onderstaande albums stonden in 1980 op nummer 1 in de Nationale Hitparade LP Top 50, de voorloper van de huidige Nederlandse Album Top 100. Wekelijks verzamelde bureau Intomart gegevens voor het samenstellen van de lijst onder auspiciën van Buma/Stemra.
| Nummer | Datum        | Artiest                                       | Titel                                   | Opmerking       |
| ------ | ------------ | --------------------------------------------- | --------------------------------------- | --------------- |
| 129    | 5 januari    | Pink Floyd                                    | The wall                                |                 |
|        | 12 januari   | Pink Floyd                                    | The wall                                |                 |
| 130    | 19 januari   | Julio Iglesias                                | The 24 greatest songs                   | Compilatiealbum |
| 129    | 26 januari   | Pink Floyd                                    | The wall                                |                 |
|        | 2 februari   | Pink Floyd                                    | The wall                                |                 |
| 131    | 9 februari   | Diverse artiesten                             | I love you... Music for special moments | Verzamelalbum   |
| 132    | 16 februari  | Diverse artiesten                             | De daverende dertien carnaval (1980)    | Verzamelalbum   |
|        | 23 februari  | Diverse artiesten                             | De daverende dertien carnaval (1980)    | Verzamelalbum   |
|        | 1 maart      | Diverse artiesten                             | De daverende dertien carnaval (1980)    | Verzamelalbum   |
| 133    | 8 maart      | Jon & Vangelis                                | Short stories                           |                 |
| 134    | 15 maart     | Robert Long                                   | Homo sapiens                            |                 |
| 135    | 22 maart     | BZN                                           | Grootste hits                           | Compilatiealbum |
|        | 29 maart     | BZN                                           | Grootste hits                           | Compilatiealbum |
|        | 5 april      | BZN                                           | Grootste hits                           | Compilatiealbum |
|        | 12 april     | BZN                                           | Grootste hits                           | Compilatiealbum |
|        | 19 april     | BZN                                           | Grootste hits                           | Compilatiealbum |
|        | 26 april     | BZN                                           | Grootste hits                           | Compilatiealbum |
|        | 3 mei        | BZN                                           | Grootste hits                           | Compilatiealbum |
|        | 10 mei       | BZN                                           | Grootste hits                           | Compilatiealbum |
|        | 17 mei       | BZN                                           | Grootste hits                           | Compilatiealbum |
|        | 24 mei       | BZN                                           | Grootste hits                           | Compilatiealbum |
|        | 31 mei       | BZN                                           | Grootste hits                           | Compilatiealbum |
|        | 7 juni       | BZN                                           | Grootste hits                           | Compilatiealbum |
|        | 14 juni      | BZN                                           | Grootste hits                           | Compilatiealbum |
|        | 21 juni      | BZN                                           | Grootste hits                           | Compilatiealbum |
| 136    | 28 juni      | Roger Whittaker                               | The best of                             | Compilatiealbum |
|        | 5 juli       | Roger Whittaker                               | The best of                             | Compilatiealbum |
| 137    | 12 juli      | Queen                                         | The game                                |                 |
| 138    | 19 juli      | The Rolling Stones                            | Emotional rescue                        |                 |
|        | 26 juli      | The Rolling Stones                            | Emotional rescue                        |                 |
|        | 2 augustus   | The Rolling Stones                            | Emotional rescue                        |                 |
|        | 9 augustus   | The Rolling Stones                            | Emotional rescue                        |                 |
|        | 16 augustus  | The Rolling Stones                            | Emotional rescue                        |                 |
| 139    | 23 augustus  | Electric Light Orchestra & Olivia Newton-John | Xanadu                                  | Soundtrack      |
|        | 30 augustus  | Electric Light Orchestra & Olivia Newton-John | Xanadu                                  | Soundtrack      |
|        | 6 september  | Electric Light Orchestra & Olivia Newton-John | Xanadu                                  | Soundtrack      |
| 140    | 13 september | Diverse artiesten                             | Story sterren gala                      | Verzamelalbum   |
| 141    | 20 september | BZN                                           | Green valleys                           |                 |
|        | 27 september | BZN                                           | Green valleys                           |                 |
| 140    | 4 oktober    | Diverse artiesten                             | Story sterren gala                      | Verzamelalbum   |
| 142    | 11 oktober   | Barbra Streisand                              | Guilty                                  |                 |
|        | 18 oktober   | Barbra Streisand                              | Guilty                                  |                 |
|        | 25 oktober   | Barbra Streisand                              | Guilty                                  |                 |
|        | 1 november   | Barbra Streisand                              | Guilty                                  |                 |
|        | 8 november   | Barbra Streisand                              | Guilty                                  |                 |
|        | 15 november  | Barbra Streisand                              | Guilty                                  |                 |
|        | 22 november  | Barbra Streisand                              | Guilty                                  |                 |
| 143    | 29 november  | ABBA                                          | Super trouper                           |                 |
|        | 6 december   | ABBA                                          | Super trouper                           |                 |
|        | 13 december  | ABBA                                          | Super trouper                           |                 |
|        | 20 december  | ABBA                                          | Super trouper                           |                 |
|        | 27 december  | ABBA                                          | Super trouper                           |                 |